# Bahnstrecke Neustadt–Dürrröhrsdorf
| Ausschnitt der Streckenkarte Sachsen von 1902 |                      |                                   |                                   |
| Streckennummer: | 6600; sä. NWg        |                                   |                                   |
| Kursbuchstrecke (DB): | 248                  |                                   |                                   |
| Streckenlänge: | 16,065 km            |                                   |                                   |
| Spurweite: | 1435 mm (Normalspur) |                                   |                                   |
| Streckenklasse: | C2                   |                                   |                                   |
| Maximale Neigung: | 12,5 ‰               |                                   |                                   |
| Minimaler Radius: | 340 m                |                                   |                                   |
| Streckengeschwindigkeit: | 60 km/h              |                                   |                                   |
| |                      |                                   |                                   |
| \| \| \| von Bautzen \| \| \| \| -0,001 \| Neustadt (Sachs) \| 340 m \| \| \| \| nach Bad Schandau \| \| \| \| 0,795 \| Neustadt (Sachs) West (geplant) \| Neustadt (Sachs) West (geplant) \| \| \| 1,310 \| Viadukt Polenztal (63 m) \| Viadukt Polenztal (63 m) \| \| \| 4,944 \| Langenwolmsdorf (ehem. Bf) \| 325 m \| \| \| 5,280 \| Awanst ACZ Langenwolmsdorf \| Awanst ACZ Langenwolmsdorf \| \| \| 6,964 \| Langenwolmsdorf Mitte \| 311 m \| \| \| 8,665 \| Viadukt Langenwolmsdorf (75 m) \| Viadukt Langenwolmsdorf (75 m) \| \| \| 9,932 \| Stolpen (ehem. Bf) \| 277 m \| \| \| 12,233 \| Viadukt Helmsdorf (78 m) \| Viadukt Helmsdorf (78 m) \| \| \| 12,930 \| Helmsdorf (b Pirna) \| 246 m \| \| \| 12,985 \| Anst Fortschritt \| Anst Fortschritt \| \| \| 14,840 \| Anst Papierfabrik Niederhelmsdorf \| Anst Papierfabrik Niederhelmsdorf \| \| \| \| von Kamenz (Sachs) \| \| \| \| 16,064 \| Dürrröhrsdorf (Inselbahnhof) \| 241 m \| \| \| \| nach Pirna \| \| \| \| \| nach Weißig-Bühlau \| \| \| \| \| \| \| \| Quellen: [1][2][3] \| \| \| \| |                      |                                   |                                   |
| Strecke (außer Betrieb) |                      | von Bautzen                       | von Bautzen                       |
| Kopfbahnhof Strecke bis hier außer Betrieb | -0,001               | Neustadt (Sachs)                  | 340 m                             |
| Abzweig geradeaus und nach links |                      | nach Bad Schandau                 | nach Bad Schandau                 |
| ehemaliger Haltepunkt / Haltestelle | 0,795                | Neustadt (Sachs) West (geplant)   | Neustadt (Sachs) West (geplant)   |
| Brücke | 1,310                | Viadukt Polenztal (63 m)          | Viadukt Polenztal (63 m)          |
| Haltepunkt / Haltestelle | 4,944                | Langenwolmsdorf (ehem. Bf)        | 325 m                             |
| Abzweig geradeaus und ehemals nach rechts | 5,280                | Awanst ACZ Langenwolmsdorf        | Awanst ACZ Langenwolmsdorf        |
| Haltepunkt / Haltestelle | 6,964                | Langenwolmsdorf Mitte             | 311 m                             |
| Brücke | 8,665                | Viadukt Langenwolmsdorf (75 m)    | Viadukt Langenwolmsdorf (75 m)    |
| Haltepunkt / Haltestelle | 9,932                | Stolpen (ehem. Bf)                | 277 m                             |
| Brücke | 12,233               | Viadukt Helmsdorf (78 m)          | Viadukt Helmsdorf (78 m)          |
| Haltepunkt / Haltestelle | 12,930               | Helmsdorf (b Pirna)               | 246 m                             |
| Abzweig geradeaus und ehemals von links | 12,985               | Anst Fortschritt                  | Anst Fortschritt                  |
| Abzweig geradeaus und ehemals von rechts | 14,840               | Anst Papierfabrik Niederhelmsdorf | Anst Papierfabrik Niederhelmsdorf |
| Abzweig geradeaus und ehemals von rechts |                      | von Kamenz (Sachs)                | von Kamenz (Sachs)                |
| Bahnhof | 16,064               | Dürrröhrsdorf (Inselbahnhof)      | 241 m                             |
| Abzweig ehemals geradeaus und nach links |                      | nach Pirna                        | nach Pirna                        |
| Strecke (außer Betrieb) |                      | nach Weißig-Bühlau                | nach Weißig-Bühlau                |
| |                      |                                   |                                   |
| Quellen: |                      |                                   |                                   |

Die Bahnstrecke Neustadt–Dürrröhrsdorf ist eine Nebenbahn in Sachsen. Sie zweigt in Neustadt in Sachsen von der Bahnstrecke Bautzen–Bad Schandau ab und führt über Stolpen nach Dürrröhrsdorf, wo sie in die Bahnstrecke Kamenz–Pirna einmündet.

## Geschichte

### Vorgeschichte und Bau
Bereits ab 1846 bestand mit der Sächsisch-Schlesischen Eisenbahn (Dresden–Görlitz) eine Bahnstrecke in der Oberlausitz, die die größten Oberlausitzer Städte miteinander verband. Schon bald forderte auch der dicht besiedelte Raum südlich dieser Linie eine Bahnanbindung. Bereits am 14. Februar 1870 genehmigte der Sächsische Landtag eine Strecke von Sohland über Neustadt nach Pirna, um dort den Anschluss an die projektierte Strecke Pirna–Gottleuba–Dux (vgl. Gottleubatalbahn) herzustellen. Hauptzweck der neuen Strecke sollte vor allem die billige Einfuhr der begehrten böhmischen Braunkohle sein.
Es sollte jedoch noch ein paar Jahre dauern, bis das Projekt am 23. Mai 1874 gesetzlich fixiert wurde. Im Oktober des gleichen Jahres begannen die Arbeiten an der Strecke, die in Neustadt an die im Bau befindliche Strecke Bautzen–Schandau anschließen und in Dürrröhrsdorf in die schon vorhandene Bahnstrecke Kamenz–Pirna einmünden sollte. Bei Helmsdorf, Stolpen und Neustadt war der Bau kleinerer Viadukte nötig, die von italienischen Steinmetzen erstellt wurden.
Am 30. Juni 1877 wurde die Strecke schließlich mit einem Festakt eröffnet. Der planmäßige Zugverkehr begann einen Tag später, am 1. Juli 1877. Am 1. September 1877 ging auch die Bahnstrecke Bautzen–Schandau in Betrieb, die den durchgehenden Verkehr in die Oberlausitz ermöglichte.

### Betrieb
Nur kurze Zeit wurde über die Strecke der direkte Zugverkehr aus dem Dresdner Raum in Richtung Zittau abgewickelt. Mit der Inbetriebnahme der Verbindungsbahn Niederneukirch–Bischofswerda verlor die Strecke Neustadt–Dürrröhrsdorf ab 1879 einen wesentlichen Teil ihres Verkehrs. Bereits am 15. Oktober 1878 war darum die Abstufung zur „Secundärbahn“ erfolgt.
Vor dem Ende des Zweiten Weltkrieges – am 8. Mai 1945 – wurden noch sämtliche Viadukte der Strecke gesprengt. Ein Zugverkehr war bis zum Einbau hölzerner Behelfsbrücken nicht mehr möglich.
Mehrfach war die über freies Gelände führende Strecke von Schneeverwehungen betroffen, in denen auch Züge steckenblieben. Ein am 10. Januar 1970 bei Helmsdorf liegengebliebener Zug konnte erst nach drei Tagen geborgen werden. Aus diesem Grund wurde in Pirna bis Anfang der 1990er Jahre eine Schneeschleuder vorgehalten, um im Bedarfsfall eine schnelle Räumung der Strecke zu erreichen.

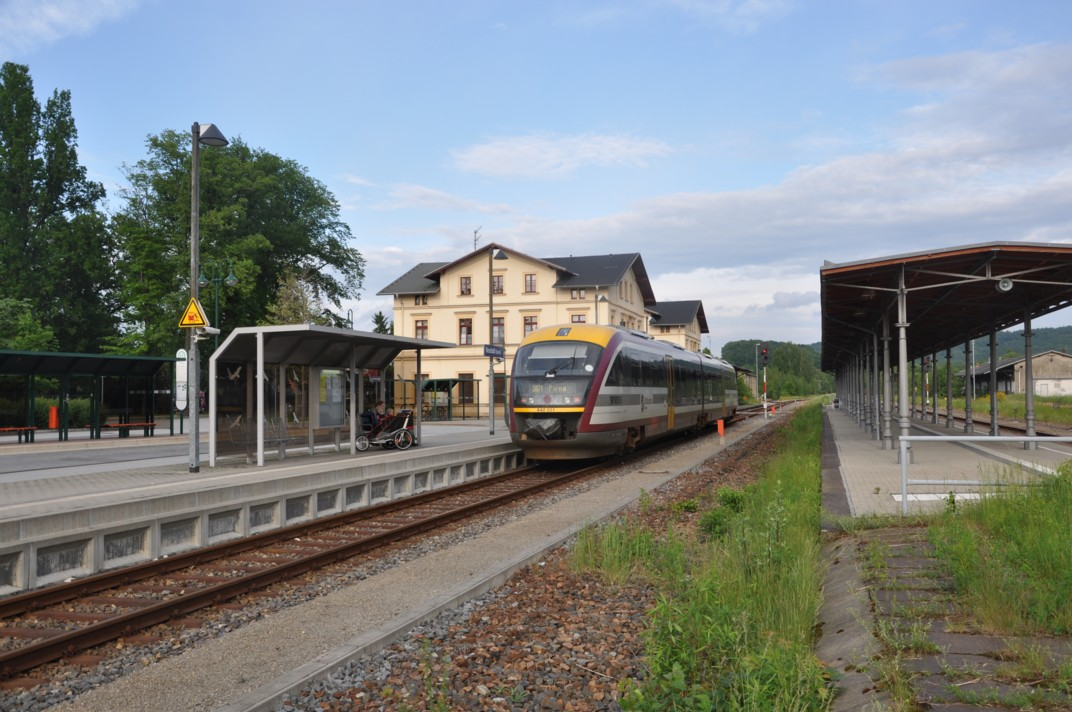
Reisezug der Städtebahn Sachsen im Bahnhof Neustadt (Sachs) (2013)

Nach der politischen Wende im Osten Deutschlands 1989 verlor die Strecke recht rasch ihre Bedeutung im Reise- und Güterverkehr. Ab Mitte der 1990er Jahre genügte meist ein zweiachsiger Triebwagen, um die wenigen Reisenden zu befördern. Im Güterverkehr war die Strecke eine der letzten in Ostsachsen, auf der noch ein regelmäßiger Nahgüterzug verkehrte. Mehrere Anschließer in Neustadt, wie das Landmaschinenwerk (Fortschritt; später Case) und eine Ziegelei sorgten für ein reges Frachtaufkommen. Auch der Anschluss des Agrochemischen Zentrums Langenwolmsdorf wurde bis Mitte der 1990er Jahre noch bedarfsweise bedient. Erst nach 2001 verlor die Strecke infolge des Rationalisierungsprogramms MORA C („Marktorientiertes Angebot Cargo“) ihren Güterverkehr.
Am 31. Mai 1997 ging der verbliebene Reisezugverkehr wegen des maroden Gleises auf einen Schienenersatzverkehr über. Erst im März 1999 begannen die Arbeiten zur Reparatur der abgängigen Abschnitte, nachdem der Verkehrsverbund Oberelbe eine 15-jährige Bestellgarantie abgegeben hatte. Am 15. Juli 1999 wurde der Reisezugverkehr wieder aufgenommen.
Im Zusammenhang mit der geplanten Umverteilung von Regionalisierungsmitteln schloss der Verkehrsverbund Oberelbe (VVO) im Januar 2016 die perspektivische Einstellung des Personenverkehrs zwischen Pirna, Dürrröhrsdorf und Neustadt nicht aus. Nach Aufstockung der Regionalisierungsmittel des Bundes (gegenüber der ursprünglichen Planung) für den Freistaat Sachsen bis 2031 ist seit Sommer 2016 die Finanzierbarkeit der SPNV-Leistungen auf der Relation (Pirna–) Dürrröhrsdorf–Neustadt (–Sebnitz) durch den VVO bis 2031 gesichert. Formelle Voraussetzung dafür war die entsprechende Verankerung der höheren Zuweisungen an die Aufgabenträger durch den Freistaat Sachsen im Doppelhaushalt 2017/2018.
Zwischen 2010 und 2019 erbrachte die Städtebahn Sachsen alle Verkehrsleistungen im öffentlichen Personennahverkehr. Am 25. Juli 2019 stellte das Unternehmen den operativen Eisenbahnbetrieb ein. Am 2. Oktober 2019 wurde die Gesellschaft infolge Insolvenz aufgelöst. Der daraufhin organisierte Schienenersatzverkehr hielt mehrere Monate an. Im Rahmen einer Notvergabe erbrachte die Mitteldeutsche Regiobahn bis 2021 die Leistungen.
Seit einem Fahrplanwechsel im Dezember 2021 wird die Strecke von der DB Regio AG betrieben.
Heute wird die Strecke werktags im Einstundentakt von den Regionalbahnen der Linie RB 71 in der Relation Pirna – Dürrröhrsdorf – Neustadt (Sachs) – Sebnitz (Sachs) bedient. Die Zugkreuzungen finden dabei jeweils zur halben Stunde kurz nach der üblichen Symmetrieminute in Dürrröhrsdorf statt. Planmäßigen Güterverkehr gibt es nicht mehr.

## Streckenbeschreibung

### Betriebsstellen

#### Neustadt (Sachs)

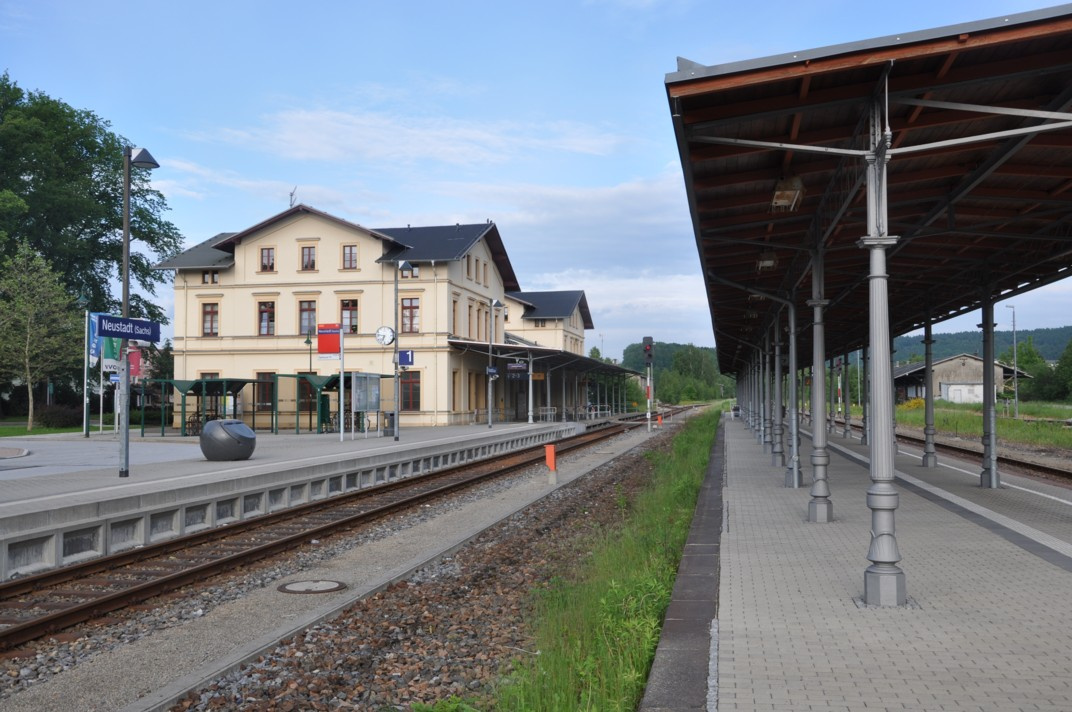
Bahnhof Neustadt (2013)

Der Bahnhof Neustadt (Sachs) ist Anschlussbahnhof zur Bahnstrecke Bautzen–Bad Schandau. Bis in jüngerer Zeit war Neustadt (Sachs) der wichtigste Gütertarifpunkt der gesamten Strecke. Vor allem der VEB Fortschritt Landmaschinen (zuletzt: Case Harvesting Systems) sorgte dort für ein reges Frachtaufkommen. Noch im November 1990 wurden Ganzzüge mit Landmaschinen für Kunden in der Sowjetunion abgefertigt. Letzte Güterkunden in Neustadt waren ein Brennstoffhändler und ein Schrotthandel, deren Bedienung im Jahr 2002 in Folge des Rationalisierungsprogramms MORA C eingestellt wurde.
Seit einem Bahnhofsumbau im September 2006 existieren nur noch zwei Bahnsteiggleise und einige wenige Nebengleise. Die Bedienung der verbliebenen Weichen und Signale erfolgt seit dem ausschließlich über das Stellwerk an der Westseite, das dafür neue Stellwerkstechnik mit HI-Lichtsignalen erhielt.

#### Langenwolmsdorf
Der heutige Haltepunkt Langenwolmsdorf besteht seit der Streckeneröffnung. Die ursprünglich vorhandenen Güterverkehrsanlagen wurden 1967 zurückgebaut. Im Bahnhofsgelände befand sich das Anschlussgleis des Agrochemischen Zentrums (ACZ) Langenwolmsdorf, das noch bis 26. März 1999 bedarfsweise bedient wurde. Die Anschlussweiche wurde 1999 ausgebaut.

#### Dürrröhrsdorf

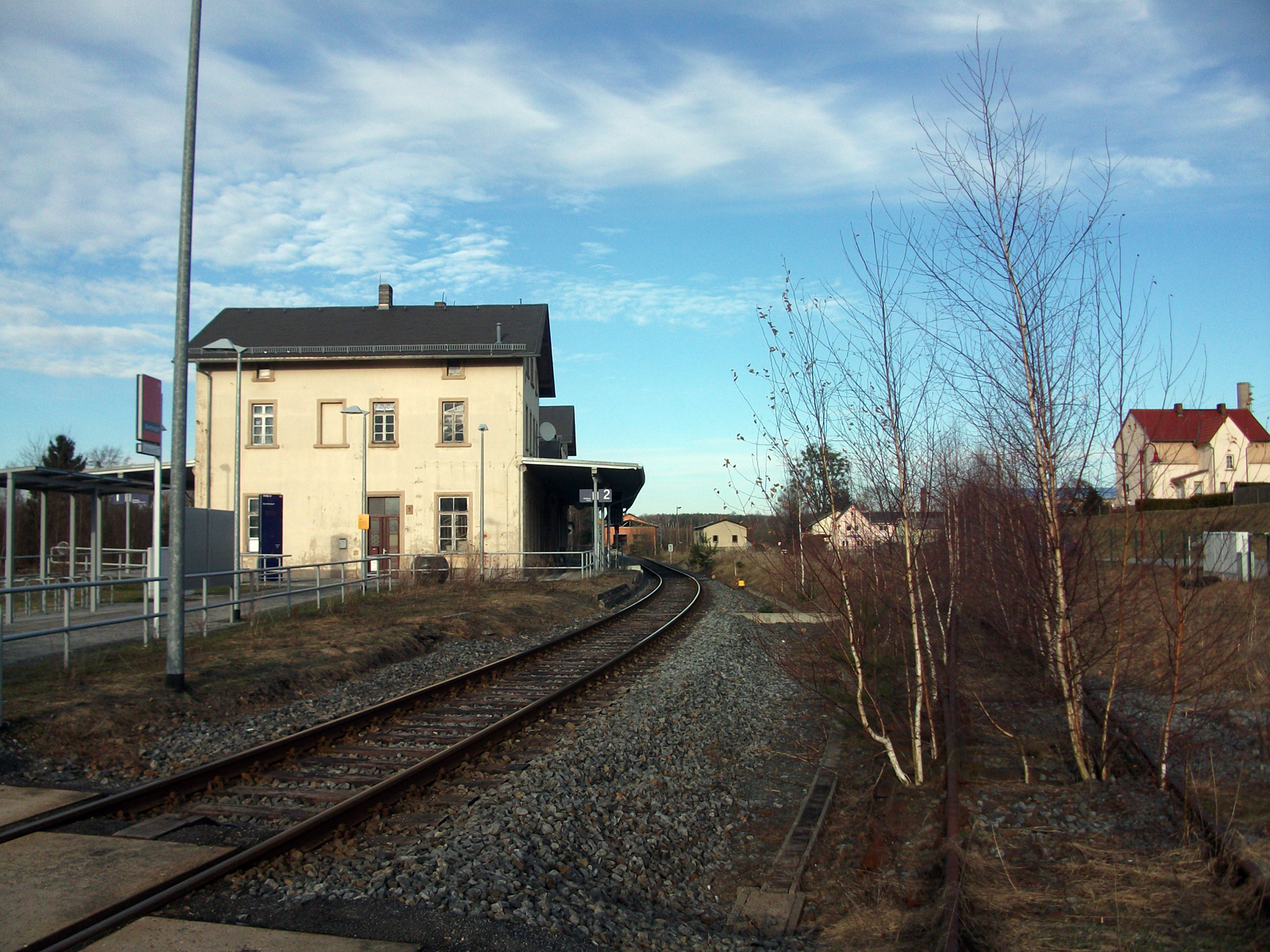
Bahnhof Dürrröhrsdorf (2010)

Der Bahnhof Dürrröhrsdorf entstand 1875 mit dem Bau der Strecke Kamenz–Pirna. Zwischenzeitlich ein bedeutender Eisenbahnknoten dient er heute nur noch den Zugkreuzungen im Reiseverkehr in der Relation Pirna–Neustadt. Güterverkehrsanlagen bestehen keine mehr.
Der Bahnhof Dürrröhrsdorf erhielt 2006 ein neues örtlich bedientes Gleisbildstellwerk der Bauart GS II DR mit Hl-Lichtsignalen, das die bisherigen mechanischen Stellwerke B1 und W2 mit Formsignalen ersetzte.